# Wilfried Moimbé
Wilfried Moimbé est un footballeur français né le 18 octobre 1988 à Vichy. Il évolue au poste de latéral gauche ou de milieu gauche.

## Biographie

### Girondins de Bordeaux
D'ascendance réunionnaise, il signe un contrat professionnel de 3 ans avec les Girondins de Bordeaux en mai 2008 en compagnie de Abdou Traoré, Floyd Ayité et Cheick Diabaté. 
Un contrat élite en poche, il effectue l'intégralité de la préparation d'avant-saison 2007-2008 avec l'équipe pro. Comme Abdou Traoré, alors qu'il n'a pas encore signé pro, il dispute son premier match avec l'équipe fanion lors d'une rencontre face au Panionios en Coupe de l'UEFA. Il inscrit d'ailleurs le but offrant la victoire des Girondins en terres grecques (2-3).

### Parcours en Ligue 2
Après des prêts à Reims et à Ajaccio, il continue sa carrière en Ligue 2 en signant un contrat de 3 ans à Tours en juin 2010.
Le 1er juillet 2013, son contrat terminé au Tours FC, il devient donc libre. Le 7 août 2013, il signe un contrat de deux ans avec le Stade brestois 29 . Lors de la saison 2014-2015 de Ligue 2, il s'illustre comme étant l'un des meilleurs arrière gauche du championnat en étant élu plusieurs fois dans l'équipe type de la semaine. 
Le 8 novembre 2014, lors de la 14e journée de Ligue 2, il marque son unique but sous le maillot brestois contre Le Havre et offre la victoire aux bretons (1-0). Il conclut la saison 2014-2015 avec 26 titularisations, 1 but et 3 passes décisives à son actif, ainsi que 2 expulsions.

### FC Nantes
Le 28 mai 2015, libre, il annonce dans les colonnes du quotidien 'Ouest-France son départ pour le FC Nantes, son transfert est officialisé le 9 juin. Il y retrouve Birama Touré et Lucas Deaux, qu'il a pu côtoyer à Brest pour l'un et à Reims pour l'autre. Gêné par une blessure au quadriceps, il ne débute en Ligue 1 que le 26 septembre 2015, lors de la 8e journée. Le FCN reçoit alors le Paris Saint-Germain (défaite 1-4), Moimbé se frictionnant de près, à cette occasion, avec Zlatan Ibrahimović, ce dernier l'accrochant à la gorge. Entre fin septembre et novembre 2015, il profite du départ d'Olivier Veigneau vers la Turquie pour enchaîner les rencontres, avec quelques performances satisfaisantes face à Troyes et Caen où il délivre notamment une passe décisive. En décembre puis en janvier, il est de nouveau freiné par des pépins physiques, cette fois au genou. En son absence, Youssouf Sabaly s'impose dans son couloir. 
Lors de la saison 2016-2017, il voit débarquer Lucas Lima, qui ne manquera que 39 minutes de jeu en championnat, débutant chacune des 38 rencontres. Malgré les changements de coach, son statut n'évoluera pas. Sous Sérgio Conceição, il est, notamment, régulièrement le 19e homme du groupe. 
Dès son arrivée, Claudio Ranieri lui indique qu'il ne compte pas sur lui, l'estimant trop offensif pour le poste de latéral. Malgré le replacement de Lima en milieu gauche, il voit ainsi Koffi Djidji et Chidozie Awaziem lui être préférés, pourtant centraux de formation. Moimbé n'est ainsi jamais convoqué par l'Italien pour jouer, que ce soit en Ligue 1 ou en coupes.

### Oldham Athletic
Le 29 janvier 2018, le FC Nantes annonce la résiliation de son contrat pour qu'il puisse aller relever un nouveau challenge en Angleterre. Moimbé rejoint alors l'Oldham Athletic, évoluant en League One, la troisième division locale. Il y retrouve du temps de jeu, disputant 11 rencontres malgré deux cartons rouges reçus. Libre à l'issue de cette aventure anglaise, il rejoint le stage de préparation de l'UNFP courant juillet.

### AS Nancy-Lorraine
Le 14 septembre 2018, il s'engage pour une saison avec l'AS Nancy-Lorraine, qui évolue alors en Ligue 2.

### Minnesota United
En fin de contrat avec Nancy, il s'engage avec Minnesota United le 23 juillet 2019. Cependant, après seulement quatre rencontres disputées et une élimination en séries éliminatoires, l'option dans son contrat n'est pas levée pour la saison 2020.

## Palmarès

### Distinctions individuelles
- Trophée UNFP du plus beau but de Ligue 2 de la saison 2018-2019

## Statistiques
| Saison                | Club                  | Championnat           | Championnat | Championnat | Coupe nationale | Coupe nationale | Coupe de la Ligue | Coupe de la Ligue | Compétition(s) continentale(s) | Compétition(s) continentale(s) | Compétition(s) continentale(s) | Total | Total |
| Saison                | Club                  | Division              | M.          | B.          | M.              | B.              | M.                | B.                | Comp.                          | M.                             | B.                             | M.    | B.    |
| 2007-2008             | Girondins de Bordeaux | Ligue 1               | -           | -           | -               | -               | -                 | -                 | C3                             | 1                              | 1                              | 1     | 1     |
| 2008-2009             | Stade de Reims (prêt) | Ligue 2               | 19          | 0           | 1               | 2               | 1                 | 1                 | -                              | -                              | -                              | 21    | 3     |
| 2009-2010             | AC Ajaccio (prêt)     | Ligue 2               | 29          | 0           | 3               | 0               | 1                 | 0                 | -                              | -                              | -                              | 33    | 0     |
| 2010-2011             | Tours FC              | Ligue 2               | 23          | 0           | 1               | 0               | 1                 | 0                 | -                              | -                              | -                              | 25    | 0     |
| 2011-2012             | Tours FC              | Ligue 2               | 20          | 0           | 3               | 0               | 1                 | 0                 | -                              | -                              | -                              | 24    | 0     |
| 2012-2013             | Tours FC              | Ligue 2               | 32          | 0           | 1               | 0               | 2                 | 0                 | -                              | -                              | -                              | 35    | 0     |
| Sous-total            | Sous-total            | Sous-total            | 75          | 0           | 5               | 0               | 4                 | 0                 | -                              | -                              | -                              | 84    | 0     |
| 2013-2014             | Stade brestois 29     | Ligue 2               | 30          | 0           | 2               | 0               | -                 | -                 | -                              | -                              | -                              | 32    | 0     |
| 2014-2015             | Stade brestois 29     | Ligue 2               | 19          | 1           | 2               | 0               | 1                 | 0                 | -                              | -                              | -                              | 22    | 1     |
| Sous-total            | Sous-total            | Sous-total            | 49          | 1           | 4               | 0               | 1                 | 0                 | -                              | -                              | -                              | 54    | 1     |
| 2015-2016             | FC Nantes             | Ligue 1               | 15          | 0           | 1               | 0               | -                 | -                 | -                              | -                              | -                              | 16    | 0     |
| 2016-2017             | FC Nantes             | Ligue 1               | 8           | 0           | 2               | 0               | 1                 | 0                 | -                              | -                              | -                              | 11    | 0     |
| 2017-2018             | FC Nantes             | Ligue 1               | -           | -           | -               | -               | -                 | -                 | -                              | -                              | -                              | 0     | 0     |
| Sous-total            | Sous-total            | Sous-total            | 23          | 0           | 3               | 0               | 1                 | 0                 | -                              | -                              | -                              | 27    | 0     |
| 2017-2018             | Oldham Athletic       | League One            | 11          | 0           | -               | -               | -                 | -                 | -                              | -                              | -                              | 11    | 0     |
| 2018-2019             | AS Nancy-Lorraine     | Ligue 2               | 24          | 1           | 4               | 1               | -                 | -                 | -                              | -                              | -                              | 28    | 2     |
| 2019                  | Minnesota United      | MLS                   | 4           | 0           | -               | -               | -                 | -                 | -                              | -                              | -                              | 4     | 0     |
| Total sur la carrière | Total sur la carrière | Total sur la carrière | 239         | 2           | 18              | 3               | 7                 | 1                 | -                              | 1                              | 1                              | 265   | 7     |